# Distrito de Międzychód
Międzychód (polaco: powiat międzychodzki) es un distrito (powiat) del voivodato de Gran Polonia (Polonia). Fue constituido el 1 de enero de 1999 como resultado de la reforma del gobierno local de Polonia aprobada el año anterior. Limita con otros cinco distritos: al noroeste con Strzelce-Drezdenko, al norte con Czarnków-Trzcianka, al este con Szamotuły, al sur con Nowy Tomyśl y al suroeste con Międzyrzecz; y está dividido en cuatro municipios (gmina): dos urbano-rurales (Międzychód y Sieraków) y dos rurales (Chrzypsko Wielkie y Kwilcz). En 2011, según la Oficina Central de Estadística polaca, el distrito tenía una superficie de 736,44 km² y una población de 36 704 habitantes.